# 58
Het jaar 58 is het 58e jaar in de 1e eeuw volgens de christelijke jaartelling.

## Gebeurtenissen

### Rome
- Keizer Nero stuurt Marcus Salvius Otho weg uit Rome en benoemt hem tot proconsul van Lusitania (huidige Portugal).

### Armenië
- Gnaius Domitius Corbulo valt met een Romeins expeditieleger (vier legioenen) Armenië binnen. Hij steekt de rivier de Aras over en bezet Artaxata.

### Palestina
- Paulus keert terug naar Jeruzalem met ingezameld geld. Hij wordt echter beschuldigd van verraad en opgesloten in de gevangenis van Caesarea.

### China
- Keizer Han Mingdi geeft boeddhistische monniken toestemming zich te vestigen in het Chinese Keizerrijk en heiligdommen op te richten.

### Germanië
- De Chauken verdrijven hun buurstam de Ampsivaren uit het gebied van de Eemsmonding.